# بوكيمون بينبول: روبي أند سيفر
بوكيمون بينبول: روبي أند سيفر (بالإنجليزية: Pokémon Pinball: Ruby & Sapphire)‏، هي لعبة فيديو من تطوير شركة جوبيتر اليابانية، ومن نشر شركة ذا بوكيمون كومباني، صدرت في الأسواق سنة 2003 وتعمل لمنصة جيم بوي أدفانس، وفي سنة 2014 تم إعادة إصدار اللعبة لمنصة الجهاز المنزلي وي يو، كما تم عرض اللعبة في معرض إي 3 سنة 2003.